# 뷰티 샵
《뷰티 샵》(영어: Beauty Shop)은 미국에서 제작된 빌 우드러프 감독의 2005년 코미디 영화이다. 우리 동네 이발소에 무슨 일이 시리즈 파생작이다. 주연 퀸 라티파가 제작에도 참여하였다.

## 출연진
- 퀸 라티파
- 얼리샤 실버스톤
- 앤디 맥다월
- 앨프리 우더드
- 미나 서바리
- 케빈 베이컨
- 자이먼 운수
- 셰리 셰퍼드
- 골든 브룩스
- 브라이스 윌슨
- 키샤 나이트 풀리엄
- 페이지 허드
- 로라 헤이스
- 릴 JJ
- 오마리 하드윅
- 셰릴 언더우드
- 리사레이 매코이
- 키모라 리 시먼스
- 델라 리스
- 앤드루 레비타스
- 옥타비아 스펜서
- 버드맨
- 윌머 발더라마
- 레이건 고메즈프레스턴

## 기타 제작진
- 협력 제작: 오티스 베스트
- 공동 제작: 루이즈 로즈너
- 배역: 킴 테일러 콜먼, 빅토리아 토머스
- 미술: 존 게리 스틸(크레디트 미기재)
- 의상: 섀런 데이비스